# Aardbeiklaver
De aardbeiklaver (Trifolium fragiferum) is een vaste plant die behoort tot de vlinderbloemenfamilie (Leguminosae of Fabaceae). De plant heeft de naam te danken aan de na de bloei opgeblazen bloeiwijze, die dan enigszins aan een aardbei doet denken. De aardbeiklaver komt van nature voor in Europa en Zuidwest-Azië en is vandaar uit verspreid naar de westelijke Verenigde Staten, Nieuw-Zeeland en Zuid-Australië.
De plant wordt 5-25 cm hoog. De kruipende stengel wortelt op de knopen. De samengestelde bladeren bestaan uit drie eironde, blauwachtig groene deelblaadjes, die een fijngezaagde rand hebben en aan de top hartvormig ingesneden zijn. De steunblaadjes zijn ruitvormig en lang toegespitst.
De aardbeiklaver bloeit van juni tot september met vleeskleurige, soms witte, 6 tot 7 mm lange bloemen. De bloemen verkleuren na de bloei bruin. De twintignervige kelk is donzig behaard en heeft gewimperde tanden. Na de bloei is de kelkbuis sterk opgeblazen. De bloempjes vormen een ongeveer 1 cm brede, hoofdjesachtige tros, die na de bloei is opgeblazen tot 2 cm breed.
De kleine, droge peulvrucht bevat meestal één of twee zaadjes.
De plant komt tussen het gras voor op natte, vaak brakke tot zilte grond, zoals op schorren en kwelders. De plant is ook te vinden in uiterwaarden, op rivierdijken en in door pekel gezouten bermen.

## Naamgeving
Het woord klaver is mogelijk afgeleid van de Indogermaanse stam glei (smeren), naar de nectar in de bloemen. De wetenschappelijke naam van het geslacht Trifolium is een samentrekking van het Latijnse tres "drie" of ter "driemaal" en folium "blad", omdat de bladeren uit drie deelblaadjes bestaan. De soortnaam fragíferum betekent aardbeidragend, en is opgebouwd uit Latijn fraga, "aardbeien" en ferre "dragen". De soortnaam heeft deze plant te danken aan het vruchthoofdje dat oppervlakkig doet denken aan een aardbei, maar eigenlijk meer lijkt op een framboos.

## Beschrijving
Aardbeiklaver is een lage, 5-25 cm hoge, overblijvende, meerjarige, kruidachtige plant, die overwintert met kruipende stengels op de bodem. Hij heeft 16 chromosomen (2n = 16). De stengels en bladeren zijn iets blauwachtig groen en behalve bij de top van de bladstelen niet of nauwelijks behaard. De stengels wortelen op de onderste knopen. De langgesteelde bladeren bestaan uit drie langwerpig omgekeerd-eironde, die aan de top uitgerand kunnen zijn en een fijn gezaagde rand hebben. De zijnerven buigen naar buiten. De grote steunblaadjes zijn niet vliezig, ruitvormig, aan de voet vrijwel stengelomvattend en aan de top lang toegespitst.
De bloemhoofdjes zijn tijdens de bloei 10-12 mm in doorsnee en staan op stelen die afhankelijk van het milieu sterk variëren in lengte en tussen hoog gras wel enkele decimeters lang kunnen worden. De bloemen zijn tweeslachtig en tweezijdig symmetrisch. De kelk is tweelippig, donzig, met gewimperde tanden. De bloemkroon is 6-7 mm lang, in eerste instantie wit en verbloeiend naar vleeskleurig. Na de bloei valt hij niet af maar wordt bruin. De schutblaadjes van de bloemen zijn groter dan bij andere klaversoorten. Aan de voet van het bloemhoofdje sluiten ze tot een omwindsel aaneen en bedekken aan de onderkant de kelken. De kelken groeien na de bloei vooral aan de bovenzijde sterk uit, en vormen samen een wollig behaard, vuilroze tot purper gekleurd, bol hoofdje, dat doet denken aan een framboos. De opgeblazen kelken werkt als een luchtzakken en helpen bij de verspreiding met wind en water. De peul bevat één of twee hartvormige lichtbruine zaden met donkerbruine vlekken, die ongeveer 1½ µg wegen.

### Verschil met andere klaversoorten
De niet-bloeiende plant lijkt veel op witte klaver, maar is meestal wat kleiner van stuk en wat blauwiger van kleur en de witte V-vormige vlek die witte klaver vaak op het blad heeft ontbreekt bij aardbeiklaver. De zijnerven zijn naar buiten afgebogen, terwijl deze bij witte klaver recht zijn. De bloemhoofdjes zijn tijdens de bloei wat kleiner en de wat oudere bloemen zijn roze tot vleeskleurig, en de uitgebloeide bloemhoofdjes bestaan uit roze-wollige opgeblazen kelken, terwijl ze bij witte klaver niet opgezwollen zijn en er bruin uitzien van de oude bloemkronen.

## Verspreiding

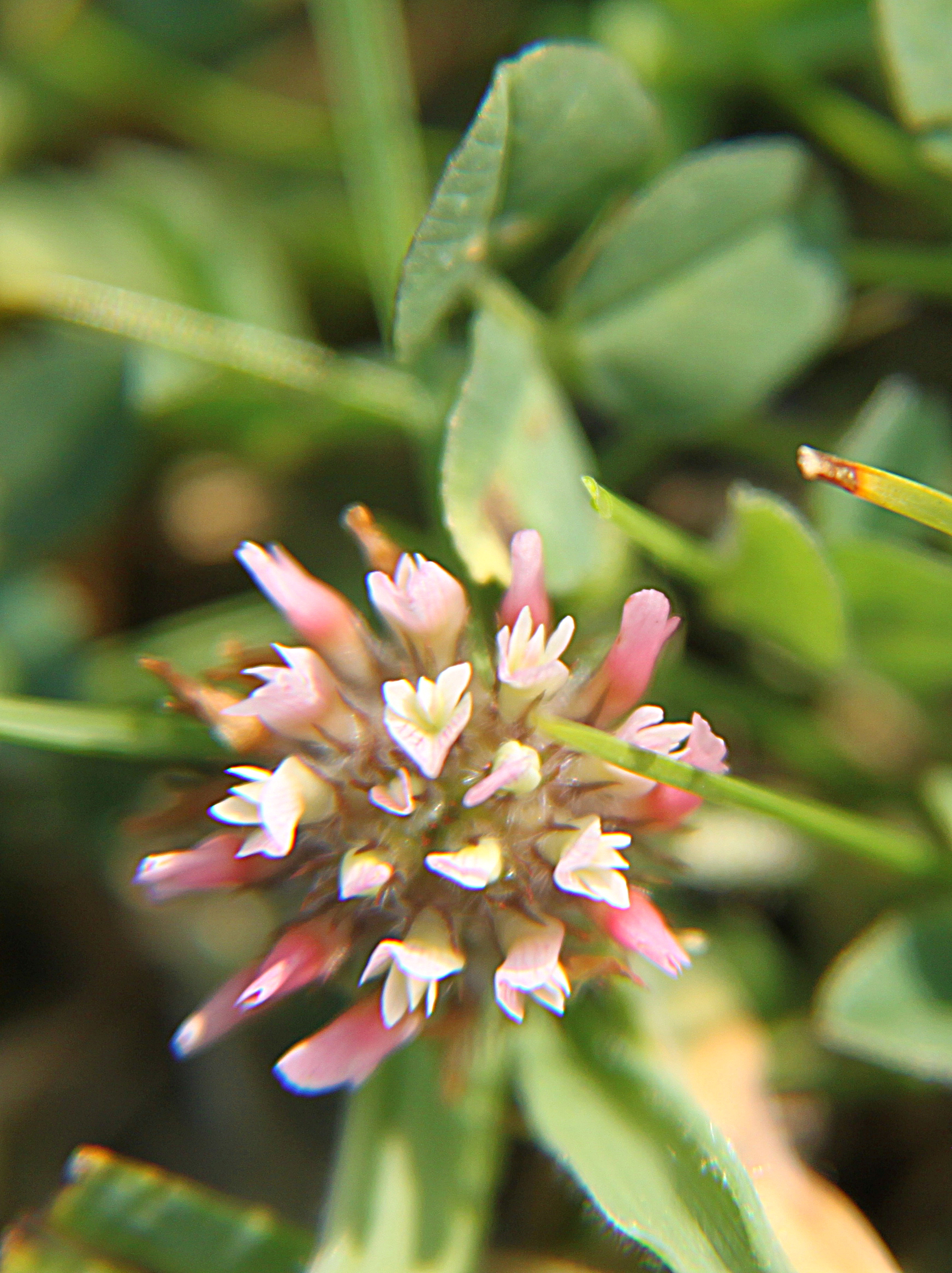
detail bloeiend hoofdje

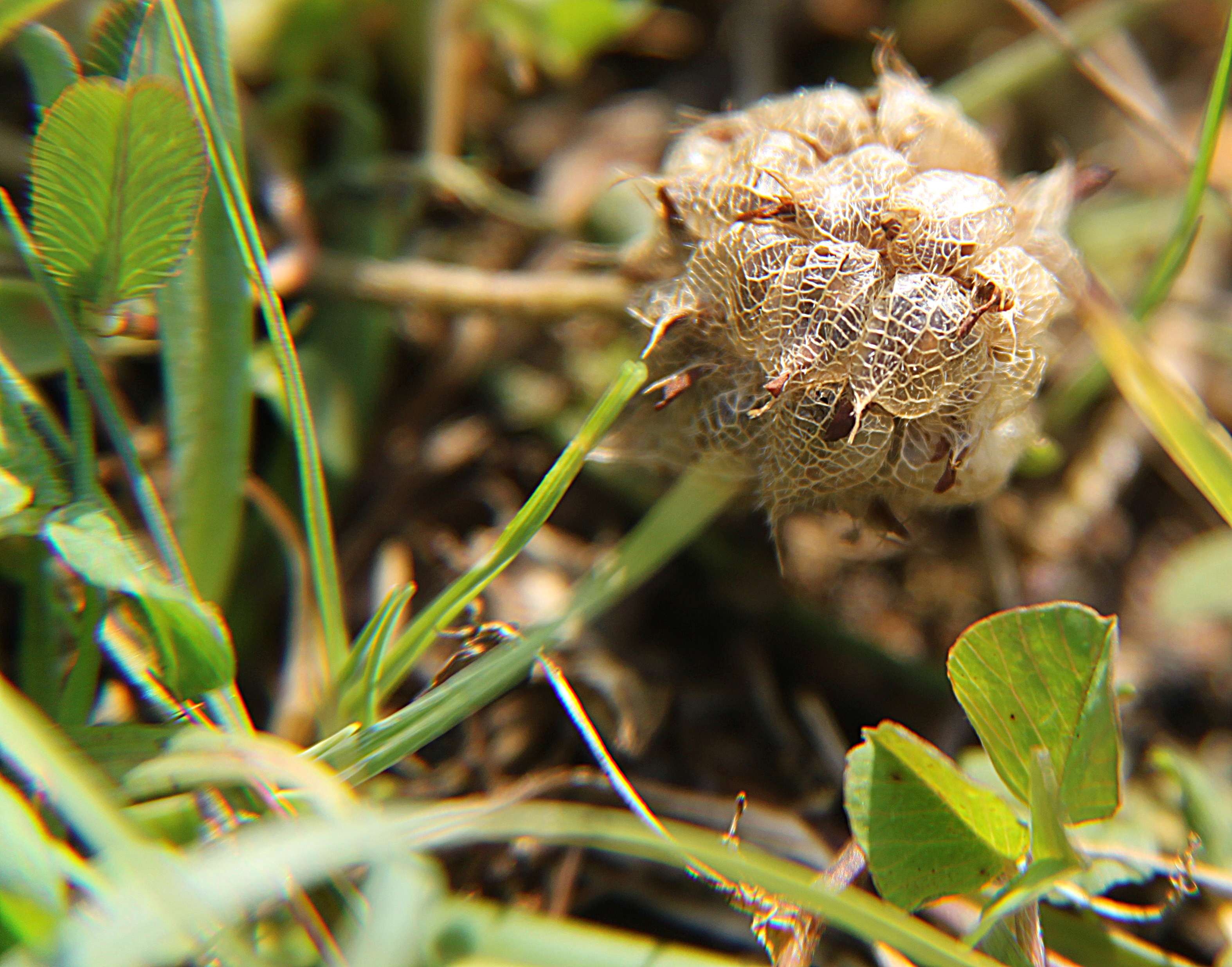
oud vruchthoofdje

Aardbeiklaver is oorspronkelijk wild in Europa noordelijk tot Zuid-Schotland, de Noorse en Oostzeekust, in Azië tot het westen van China en aan de kust van Noord-Afrika. Hij is ingevoerd als voedergewas en ingeburgerd in Noord-Amerika, Argentinië, Nieuw-Zeeland en Australië. In Nederland is de soort vrij algemeen in Zeeland en rondom de Waddenzee, en plaatselijk vrij algemeen in het rivierengebied (en dan weinig in Limburg), in het zeekleigebied van Noord-Holland, Friesland en Groningen, langs het IJsselmeer en langs de zeekust van Noord-Holland. Elders is hij zeer zeldzaam. In België is hij vrij algemeen in het kustgebied, met name de polders, en vrij zeldzaam in de Schelde- en de Leievallei en in het Maasgebied. Elders is hij zeldzaam tot zeer zeldzaam.

## Ecologie
Aardbeiklaver groeit op zonnige plaatsen op vochtig of nat, matig voedselrijk zand, zavel of klei, vaak op brakke of zilte bodem. Hij komt voor op grasrijke plaatsen zoals brak grasland, uiterwaarden, hooiland, weiland en buitendijks grasland, in bermen, bijvoorbeeld langs fietspaden, regelmatig gepekelde autowegen, dijken langs rivieren, op hogere delen van kwelders of schorren, langs slootkanten, brakke kreken en drinkpoelen, en op opgespoten grond. De wortels hebben hier en daar een wit, rond of wratachtig, tot enkele mm groot wortelknolletje. Net als bij andere vlinderbloemigen, bevinden zich daarin de bacteriën, behorend tot een stam van Rhizobium leguminosarum, die verantwoordelijk zijn voor het binden van stikstof en die er zo voor zorgen dat de plant zelfs kan groeien als er weinig nitraat in de bodem beschikbaar is.
Aardbeiklaver wordt bestoven door hommels en bijen. Er worden veel meer zaden gevormd bij kruisbestuiving dan bij zelfbestuiving.

## Gebruik
Aardbeiklaver wordt geteeld als groenbemester, als voedselplant voor het vee, en als drachtplant voor bijen. Hij is geschikt voor bodems die te zout zijn voor witte klaver. De aardbeiklaver is bestand tegen vrijwel continue begrazing dankzij de kruipende wortelstokken. In gebieden met gematigde klimaten groeit hij ook gedurende de milde winters. De plant kan goed tegen overstroming omdat hij daarop reageert door de toppen van de kruipende stengels op te richten. Hij kan echter niet tegen schaduw.